# 超電磁ロボ コン・バトラーV
『超電磁ロボ コン・バトラーV』（ちょうでんじロボ コン・バトラーブイ）は、1976年4月17日から1977年5月28日まで、テレビ朝日系列で毎週土曜18:00 - 18:30（JST）に全54話が放送された、東映テレビ事業部制作のテレビアニメ。通称は『コンV』。

## 概要

### 制作の経緯
本作品は東映テレビ事業部が初めて制作を手がけたテレビアニメであり、それまで系列会社の東映動画が手がけていた同種作品とは異なり、東映テレビ事業部が企画してアニメーション制作を創映社に委託するという手法が採用されている。この制作体制は、本作品に端を発した長浜ロマンロボシリーズ以降もキー局・制作会社・代理店などを変えながら、『ビデオ戦士レザリオン』（1984年）まで続くことになる。
脚本を担当した辻真先によると、本作品は『勇者ライディーン』のスタッフが手掛けることになっていた。しかし、同作品や本作品にて総監督を務めた長浜忠夫によると、彼自身は『ライディーン』の終了が確実視されるようになっても、その続編の企画をテレビ局に売り込むことを継続しており、本作品の飯島敬プロデューサーの催促を無視していたそうである。結局、新番組の立ち上げが不可能になるギリギリの時期で長浜は『続・ライディーン』を断念し、同作品のスタッフがようやく本作品に回ってきたものの、このような事情からスケジュールが逼迫し、当初は1976年4月3日からであった放送開始予定を、最終的に2週遅らせる形で同年4月17日からの放送開始となった。

### デザインとコンセプト
コン・バトラーVのデザイン、ひいてはコンセプトに大きな影響を与えたのが『ゲッターロボ』であった。ゲッターロボは作中で行われる3機合体が玩具では再現できないという不満が高まっていたので、玩具メーカーのデザインにより、玩具上でも可逆的に合体・分離が可能な合体ロボを登場させたのが本作品であった。このコンセプトは、次作『超電磁マシーン ボルテスV』や、後年本作品と同じ時間帯にて放送された特撮テレビドラマシリーズ「スーパー戦隊シリーズ」にも受け継がれている。
デザインを担当した村上克司によると、本作品は東映の渡邊亮徳が持ってきた「胴体を輪切りにされた、いわば「だるま落とし」のようなロボットのアイデアスケッチ」がきっかけだという。村上は輪切りではなく各パーツが異なる個性を持ったマシンにすると決め、これがコン・バトラーVの基本コンセプトとなった。当初の試案では9機の合体が予定されていたが、多すぎるということで6機に減らされ、最終的に5機に落ち着いた。
その一方、キャラクターとメカニックのデザインは、長浜によって一度はリセットされている。長浜は『ライディーン』の試写で近所の子供を毎回招いていたが、彼らが帰る時に長浜の机にあった本作品のデザインを見て酷評したので、デザイン変更を決定した。安彦良和によると、ロボットのデザインは村上が担当し、安彦が作画的にアクションができない部分を修正したと語る。
しかしこうしたアニメ制作側の独自判断でのアレンジにより、これに併せるべく金型の再作製を行うなど大変な労力と出費を強いられる形となり、スポンサーであるポピーにとっては不満の残るものとなった。このため次作『ボルテスV』では、ポピー側がロボットのデザインを企画段階の初期で早々に決定したうえ、「もうロボットはどこもいじらないで下さい。コン・バトラーの時は、製造工程上大変迷惑を受けた。もう二度と、あの思いはしたくない」と長浜に告げるにまで至っている。またデザインに一切触れさせてもらえなかったにもかかわらず、必殺技の設定についても1976年末の土壇場で変更されるという事態にも見舞われており、結果キー局名の変更に合わせて終了予定だった本作品を1977年5月末まで延長し、『ボルテスV』の開始と玩具の製造・供給への時間をどうにか捻出せざるをえない状況となってしまった。
こうした紆余曲折を経ながらも、本放送当時発売された玩具は、東宝映像の川北紘一によるCM演出も効果を上げて大人気を博した。

### 番組終了後の展開
番組終了後の1982年、海外展開に伴い「宇宙にはまだこんなに凄いやつがいた!」というキャッチフレーズとともに、一回り小さいながらもポピニカとほぼ同じデザイン・合体と、より洗練されたプロポーションを再現し、強度不足を解消したDX超合金『電磁合体コン・バトラーV』が発売された。また1999年（放映23年後）にはアニメに忠実なデザイン・合体を再現した超合金魂が「少年の心を持った大人たちへ…」のキャッチフレーズで発売され、さらに10年を経た2009年（放映33年後）には超合金魂のリニューアル版が発売。2009年版の発売時には5機のマシンを収納できる大型基地「南原コネクション」の玩具も限定品として通信販売された。そして2017年にはDX超合金魂が発売される。超合金魂の約1.5倍ほどのサイズで完全変形合体を実現し、合体サウンドなどの音声も再現されている。
2012年5月、京楽産業.からパチンコ『CRぱちんこ超電磁ロボ コン・バトラーV』が発売され、ホールでの稼働を開始。キャラクターデザインは、アニメーターの田村英樹によって一新されている。

## ストーリー
地底に潜んでいたキャンベル星人が侵略行動を開始した。これを予期していた南原博士は超電磁の力で合体する巨大ロボ「コン・バトラーV」を建造。天下御免であらゆる武器を持てる許可証を交付して全国から4人の若者を集め、孫娘のちずるを含めた「バトルチーム」を結成した。南原博士の死と四ッ谷博士の登場、大将軍ガルーダの悲しい秘密、新たな敵女帝ジャネラの出現…地球に平和を取り戻すまで豹馬たちの戦いは続く。

## 登場人物

### バトルチーム
企画段階のキャラクター名は、主人公が「中島俊」、浪花十三に相当するキャラが「東山勇太郎」、他は同じで、東西南北＋中であった。
葵 豹馬（）
声 - 三矢雄二（現・三ツ矢雄二）、野沢雅子（幼少時代・第9・49話）、つかせのりこ（幼少時代・第42話）
主人公でチームリーダー。熱血少年だが、孤児院育ちの天涯孤独な生い立ちからか理屈屋のため少々ひねくれた所もある。正義感は強く、友情や人との信頼を大事にし、そのためには命も惜しまない。暴走族あがりで気性の激しいケンカの達人。初期には十三とのいがみ合いでコンバインを邪魔してしまうこともあったが、後に頼れる仲間となった。初期にガルーダとの戦いで両腕を失うが、人工細胞を用いた精巧な義手を装着し戦線に復帰する。後に義手の人工部品に対する拒絶反応が出たが、痛覚を利用して克服する。バトルジェットに乗り込み、コンバイン後はコン・バトラーVのメインパイロット（機体そのものの制御と、一部武装の制御）を務める。本編ではゲストの女性キャラクターに好かれているが、恋愛にはやや鈍感なタイプ。モグマ戦で決死の偵察行に向かう時、見送るちずるの視線から、初めて彼女の想いに気付いた模様。その頃から買い物につきあったり、ちずるのやきもちに反応するなどの描写が増えていった。最終回ではそれぞれの故郷に戻る十三、大作、小介の三人をちずると共に見送った後、彼女と共にコネクションに戻る。スーツカラーは      赤。

浪花 十三（）
声 - 山田俊司（現・キートン山田、ナレーションも兼任）、野沢雅子（幼少時代）
昭和33年4月1日生まれ。常に斜に構える気障な皮肉屋で、口の悪さは相当なもので周りから誤解を受けやすい。ライフルの腕前は、わずか8歳でライフルの大会に出て優勝するなど超一流で、その天才的な実力でチームの窮地を救うなど生身での戦闘力も一流。その実力ゆえに指紋まで備えた精巧なアンドロイドを量産され、危機に陥ったこともある。コンバインの後も銃器管制を務める。豹馬とはぶつかることも多いがお互いの力は認めており、いつしかお互いに頼れる仲間となっていた。バトルクラッシャーに乗り込む。大阪出身で関西弁で喋る。スーツカラーは      青。
- キートン山田はニヒルな役柄が多く、十三のような陽的な役は初めてだったが、結構面白いと語っており、今まで演じてきた役とは違う役を演じる楽しさを知ったと語っている。一方で関西弁に慣れようと気を付けたが、標準語が出てしまい失敗したこともあったという。

西川 大作（）
声 - 立壁和也（後のたてかべ和也）
巨漢で柔道の達人。漫画家になるのが夢（主に擬人化された動物を描く）。バトルタンクに乗り込み、コンバインの後には出力の制御を主に行う。九州、阿蘇山麓の出身で熊本弁を操る。気は優しくて力持ちの好漢。3人兄妹の長男。ゴキブリが大の苦手。スーツカラーは      茶色。

南原 ちずる（）
声 - 上田みゆき
南原博士の孫で紅一点。髪は緑色のロングヘアでやや勝ち気だが女の子らしい一面もあり、豹馬とやがて恋仲に。先天性の心臓弁膜症を患っていることが劇中で明らかになった。バトルマリンに乗り込み、戦闘中はマリンでタンクを運ぶ他、搭載された修理装置で他のバトルマシンの応急修理をすることも。スリーサイズ：B84-W60-H不明。好きな食べ物：おいも・ケーキ。村野、成田がデザインした姿はストレートヘアではなく、パーマがかかっていた。最終回では豹馬以外の男性メンバーを見送った後、豹馬と共に家とも言うべき南原コネクションに帰った。スーツカラーは      ピンク。

北 小介（）
声 - 千々松幸子
小学生ほどの年齢だがIQ200、洞察力に長け飛び級で大学に進学したほどの天才で敵の戦闘力や武器の性能を瞬時に読み取り対抗策をアドバイスしている。まだオネショが治らない。バトルクラフトに乗り込む。北海道阿寒町の出身。両親は阿寒湖の畔に住んでおり、父親がマリモの研究をしている。登場当初は口の悪さで幾分小生意気な言動も見られたが、次第にバトルチーム内の弟的存在となり、小介自身ちずるを「お姉ちゃん」と呼んだこともあった。後に金太たちの登場で彼自身もかれらの兄的存在となっている。研究者・開発者としての面も持ち、コン・バトラーの強化の際には四ツ谷らと共に徹夜をしたこともある。合体時にはもっぱら、クラフト搭載の複数の分析機器を駆使して敵の弱点を探る。スーツカラーは      黄緑。

### 南原コネクション他
南原 猛（）博士
声 - 納谷悟朗 / 納谷六朗（第14話）
ちずるの祖父。キャンベル星人の襲来に備え、南原コネクションを基地に改造、バトルチームのためにコン・バトラーVを建造し、彼らに用意していた。第2話で四ッ谷を司令官として招聘すべく外出した時に、一時は撃退したと思われていた敵どれい獣と遭遇。その攻撃により重傷を負い、第3話での戦闘の爆風から己の身を盾にして四ッ谷を守り、戦死。
第2話での傷から、自身の命が10日も持たないことを悟っていた。それゆえに危険を承知で四ッ谷を戦場へ案内した上で「人間のためではなく地球のために戦ってくれ」と遺言し、後事を託している。

四ッ谷（）博士
声 - 富田耕生
南原博士の後任で彼の同郷の親友。名前は不明。がさつで大酒飲みだが、自然を愛する豪快な性格。豹馬には“おっちゃん”の呼び名で親しまれ、自身も豹馬に対しては厳しい父親のように接する。第3話で亡くなった南原博士の後を受けて南原コネクションを率いる。ただし、南原博士は当初から「戦闘の指揮は友人の四ッ谷に任せよう」と考えていたので、南原博士の急遽の代役という訳ではない。「地球を壊し、汚すのは他ならない人間たちだ!」と当初は人間嫌いを公言してコネクションを引き受けることを固辞していたが、「地球のために戦ってくれ」と死を賭して懇願する南原の遺志を汲んで、コネクション、ひいてはバトルチームの指揮を決意。南原の死に涙するバトルチームに対し「泣くな貴様らぁ!」と一喝する。敵による自白を強要された時にはウソの情報を吹き込んだり、自ら靴に発信機や奥歯に解毒剤を仕込んだり、と策士の面も見せる。
実はお茶の水博士のアンチテーゼとして発案されており、初登場がトラ箱（警察署内に置かれる、泥酔者を保護するための部屋の俗称）の中だったりと不良博士として描かれている。名前の由来は（JR中央線快速における）御茶ノ水の隣の駅四ツ谷から。資料によっては「四谷」と表記されているものもある。

ロペット
声 - 野沢雅子
自意識を持つロボット。バトルマシンを通じてチーム5人の脳波を測定、コンバイン時の要となる。なお、コンバインに必要な超電磁波の出力調整はロペットが行う。合体後もロペットによる管制が行なわれており、合体中に脳波が乱れるなど介入されると、コン・バトラーは結合が解けてバトルマシンに分離してしまう（実際、第40話において偽者のちずるがこの方法でコン・バトラーを分解させている）。両目（右が豹馬、左が十三）と胸から腹にかけて3つ（上から大作、ちずる、小介）、計5つのメーターがあり、それぞれが各人の脳波を示すと共に、コンバイン時以外にはこれら（特に目の二つ）で、アナクロながらも豊かな表情を形作る。また胸の部分、大作のメーターの箇所が開き、飲み物（酒も）を出したりもする。第38話で、合体メカ蛙ブロワーに飲み込まれたトラウマで蛙が嫌いになってしまったこともあった。
両手はフレキシブルパイプにつながったペンチ状のフックだが、器用に使えるようで、掴む・挟む・抱える・トレーを支えるなど自由に使いこなしている。第34話では、敵が作った偽の秘密基地から脱出するべく、両手に内蔵された有線式爆弾を作動させてシャッターを破壊した。両足は台形配置されたクローラとなっている。これも器用に伸縮自在に操っている。
- 担当した野沢雅子は演じるにあたり「かわいらしい少年らしさ」を出そうとしたという。

一木 金太（）
声 - 野沢雅子
南原コネクションの雇われコックの一木一家（第29話から登場）の長男。正義感にあふれバトルチームに入りたがっていた。小介のオネショを見つけたことで彼の弱みを握り、これを脅迫材料にしてケロットの改造を行わせた。ケロットの頭部に乗り込み、攻撃やジャンプの指示をするだけで普段あまり役に立っていないが、救出作戦などでは活躍をみせている。
- 担当した野沢雅子は演じるにあたり人間臭くない子供っぽさをだそうとしたという。

一木 知恵（）
声 - つかせのりこ / 松岡由貴（スーパーロボット大戦シリーズ）
金太の妹。兄と同じくバトルチームに入りたがっていた。ケロットの胴体に乗り込む。ケロットのジャンプ力は操作盤となる鍵盤を叩いた力に比例するため知恵の鍵盤さばきが重要であった。またガムガム弾の準備などケロットの操縦のほとんどをこなす。金太に比べるとやや思慮深く、ちずるの豹馬への想いに真っ先に気付いたのも知恵である。

一木 木兵衛（）
声 - 立壁和也
南原コネクションの雇われコック。正義感が強く、鎧兜に身を包み竹やりを手に50メートル級のロボットに向かっていくような人物。その血は息子たちにも受け継がれている。肝心のコックの腕の方は不明。第38話では沼で捕まえた大量の蛙を皆に食べさせようとしていた（しかし、それはワルキメデスが罠として放ったメカ蛙だった）。時折妻を「モモエちゃん」と呼ぶ。

一木 百江（）
声 - 上田みゆき、千々松幸子（第42話）
木兵衛の妻。バトルチームに入りたがる金太と知恵を諌めるどころか、手作りの三輪ハタキメカ（ケロットの前身）で戦闘に参加しようとする二人を応援していた。

ケロッペ
声 - 市川治
金太と知恵のペットの蛙。首に赤いリボンを巻いている。人語を解し、ケロットに乗り込み金太と知恵のサポートまでする。縄跳びがうまい。

コネクション女医
声 - 中西妙子（第24話）/ 野沢雅子
ちずるの心臓弁膜症を見抜き、手術を行った医師。ちずるに冷たく事実を突きつけ、出動を禁じようとしたが、あくまで症状の悪化を恐れてであり、手術成功後は優しい笑顔を見せている。後に、ちずるの両手が凍傷になった時も治療を行っている。

ローレンス・ピカデリー博士
声 - 八奈見乗児
グレートブリッデン国のローレンス・ロボット研究所所長。ガルガンチュワを開発した。第18話に登場したがそのまま戦死してしまう。実は出撃段階でガルガンチュワがどれい獣にかなわないことをピカデリー本人は悟っており、ガルガンチュワ2世を世界最高のロボットにするよう所員に言い残して自ら出撃する。

### キャンベル星人

#### オレアナ一派
大将軍ガルーダ
声 - 市川治 / 島田敏（パチンコ版）
地球侵攻軍司令官。地球人を下等な虫けらと見なしており、情け容赦の無い攻撃を仕掛ける。プライドが高く、豹馬に対して好敵手として扱い、騎士道精神を示したこともあるが、反面、人質作戦や暗殺計画を仕掛けたころもある。王子然とした美形キャラクターであるが、表皮の下に鳥人の姿が隠されている。
母であるオレアナを敬愛していたが、実は彼はキャンベル星人に似せて作られたアンドロイドであり、オレアナとの親子関係も敬愛の情もプログラムによって植え付けられた偽りのものに過ぎなかった。破壊されたミーアを救おうと足を踏み入れたロボット工場で15体にものぼる自らと同じ顔の失敗作を目の当たりにしたことでその事実を知ることになり、敬愛は一気に憎しみへと転化する。アンドロイドではあるが完全な機械体ではなく、流血し痛覚もあり、傷を修復するなどの擬似生体機能もある。最初から傀儡として利用されていたことを悟ったガルーダはオレアナに反逆。巨大メカ、ビッグ・ガルーダに搭乗してオレアナの本体を破壊したのちにコン・バトラーVに単身挑むが敗れ、ミーアの亡骸を抱きながらメカともども爆散する。
ひおあきらの漫画版では自らの正体を知った後にガルーダ帝国を名乗り、キャンベル星への反乱も企てていた。

女帝オレアナ
声 - 野沢雅子
キャンベル星の天才科学者だったが、90歳の時に自らの意識を巨大石像内のマザーコンピュータに移して生き延びている。ガルーダに対して厳しくも愛情深い母であるように振舞うが、本性は冷酷非情で、彼のこともただの道具としか思っていない。
最終決戦の際には金属製のボディを現しコンバインを解くナルマグネ光線と炎を吐く石像ドルメンでコン・バトラーVを苦しめるが、自身の本当の出自を知って激高したガルーダに反逆され、ビッグ・ガルーダの攻撃によって破壊された。

ミーア
声 - 千々松幸子
休息区司令。ガルーダを慰めるために造られた女性型ハーフロボット。下半身はなく、上半身のみが壁から生えているような形状。移動時はオルゴール型の転移装置を使用する。角が生えた人魚のような姿をした美女でガルーダに愛情を抱いている。
本来戦闘には関与しないが、10話でロペットを標的にした作戦をガルーダに具申し一定の成果をあげており、12話でもダイバをギルアから密かに借用してガルーダの危機を救っている。普段はハープを奏で淑やかな態度を崩さないが、第25話でガルーダの更迭を撤回させるため、オレアナよりどれい獣デモンの指揮権を授かり、女と侮るナルア、ギルアを逆に恫喝しての出撃を指揮するなど気丈な一面を見せた。単身で出撃し、決死の覚悟でコン・バトラーVに挑むが撃退されデモンは大破し、駆けつけたガルーダの危機を救おうとして捨て身でコン・バトラーVに突撃して路上に放り出される。この時点では僅かながら息があったため、直ちにガルーダによって修理工区に運ばれたものの結局修理不能のまま機能を停止する。図らずもこの一件がガルーダの本当の出自を彼自身に思い知らせる結果となってしまった。
- 千々松幸子は女性役が幼女や母親ぐらいだったことから、美女役をやることに最高に気分が良かったと話している。小介との使い分けには苦労しなかったものの、戦闘シーンでは小介もミーアも声を張って絶叫するため、似てしまわないかと気を遣ったという

ギルア
声 - 緒方賢一
戦闘作戦区司令。大将軍であるガルーダの戦闘面での補佐役で角が生えた鎧武者のような姿をした壮年型のハーフロボット。ガルーダに対して敬語を使ってはいるが、ガルーダからは平手打ちを食らったり「壁飾り」と罵られる等、粗略に扱われることが多く、内心では不満を募らせていた。ガルーダが大将軍を罷免された時、オレアナにより戦闘の指揮を一任された折り、兵士の前でガルーダを呼び捨てにして、コン・バトラーVと戦うがグレイドンごと地底の壁に叩き付けられて爆散した。

ナルア
声 - たてかべ和也
奴隷獣区司令。諸惑星から集めた生物を元にどれい獣を作り上げるのを主な任務とする、角が生えた醜悪な老人の姿をしたハーフロボット。ギルア同様、ミーアに対しては女と侮っていたが、第25話で彼女の剣幕に押され平伏してしまう。彼だけが最期の描写が無い。

#### ジャネラ一派
女帝ジャネラ
声 - つかせのりこ / 日比野朱里（スーパーロボット大戦シリーズ）
オレアナが敗れた後、キャンベル星から送り込まれた第二の侵略軍司令官。普段は体に蛇を巻いた美女の姿だが激昂すると顔が鬼か蛇のような形相に変化する。普段の美貌には自信を持っている様で醜いことを指摘されると怒る。終盤はワルキメデスをサイボーグにしたが、ダンゲルの方はダンゲルタンクという、ダンゲルの頭がついた小型戦車に改造するつもりでダンゲルの死後、素体だけが登場した。
最終回で本国からの撤退命令を無視して出撃するが敗北。アースボムで地球ごと破壊しようとするがワルキメデスに脱出を妨害され、セント・マグマの爆発に巻き込まれ死亡。オレアナ同様に肩書きは女帝となっているがキャンベル星からの使者からは敬語が使われておらず、その地位も本星から見れば絶対的では無い。

将軍ダンゲル
声 - 緒方賢一
ジャネラの部下。ワルキメデスの弟で隻眼、左手首は蟹の爪状の義手になっている粗暴な大男。マグマ獣に乗り込んで戦う。全くの考えなしではなく、ワルキメデスに言わせれば「鼻くそ同然」ながら悪知恵も働かせ、自分とメカの相性の良し悪しを短期間に察するなど勘の働くところもある。ジャネラに逆らったり、任務に失敗したりすると彼女の意志によりヘルメットの両耳部に付けられた巨大なネジが激痛と共に絞まる。
卑劣な闘いも辞さない悪党だが将軍としての誇りはあり、お情けでの勝利を潔しとせず、戦いを放棄して、コン・バトラーVを救ったことがある。失敗続きのため、ジャネラに見限られ、6時間後に爆発する様に体内の爆弾を作動させられてしまい、必死になって戦うも敗北。マグマ獣が倒されても豹馬に生身で戦いを挑むが、爆発のタイムリミットが訪れ、「まだ戦えるぞ! 戦わせてくれ!」と叫びながら爆死した。
- 緒方賢一は笑い声が多い役だったため、笑った後ですぐ台詞をいうことが難しかったという。また役に思い入れていたため、終盤でダンゲルが騙されているとわかっていて戦う展開をむなしく感じていて、豹馬にやられた方がよかったと思うと語っている。

総統ワルキメデス
声 - 市川治
ジャネラの部下。キャンベル星人随一の頭脳を誇る。狡猾な性格。ダンゲルの兄だが外見は痩躯で兄弟仲は険悪。肩書きは総統だが、全軍を掌握している訳では無く、マグマ獣を始めとする兵器開発の最高責任者と作戦立案の参謀役を兼務している。ダンゲルと同様に、失敗したりした時にはジャネラの意志でヘルメット部が絞まる形で激しい苦痛を与えられる。
ダンゲルが死後、ジャネラが自分を模したロボット（生体コンピューターを兼ねたサイボーグ）に改造するつもりで密かに製造していたことを探知し、恐怖に怯えてしまう。それを阻止するのと同時に自らの実力を証明すべく、マグマ獣 ダークロンに搭乗して南原コネクションを襲撃したが、コンバトラーに敗れ失敗に終わる。最終回では頭脳だけを取り出され、ついにはサイボーグに改造された。その時点で機械的な反応しか返さなくなったので思考はないものと思われていたが、最終局面ではジャネラの脱出を妨害して、ジャネラを道連れに死亡した。

#### その他のキャンベル星人
どれい人
キャンベル軍の奴隷階級。ガルーダやワルキメデス同様水色の肌に兵装をまとった奴隷兵と、労働奴隷（奴隷人間）に大別される。奴隷兵は労働奴隷を支配しているため、階層的には上だが、支配階層であるキャンベル星指揮官や準支配階層であるハーフロボットの命令には逆らえない。
奴隷兵は一見するとキャンベル星人にも見えるが、水色の肌は特殊なコーティングをしているためで、彼らも元は労働奴隷同様、地球人であることが第19話で明らかになっている。第34話では配色が変更されていたものの、第35話からデザインが一新されている。

デウス
声 - 柴田秀勝
キャンベル星の平和主義者。最終話で白馬と共に地球に飛来し、ジャネラの置き土産の核融合弾アースボムを停止させ、各地の戦火を鎮めるなどの奇跡を起こす。
アースボムと心中するつもりだったコン・バトラーを救い、キャンベル星の軍事政権が倒れて地球侵略は中止されたことを告げ、そして豹馬たちの勇気をたたえて去っていった。

## コン・バトラーV
キャンベル星人の地球侵略とその尖兵である巨大戦闘メカ・どれい獣に対抗するため、南原博士が国連の協力を得て開発した巨大合体ロボット。バトルジェット、バトルクラッシャー、バトルタンク、バトルマリン、バトルクラフトの5機のバトルマシンが合体して、全高57.0メートル、重量550.0トン、最高飛行速度M11の巨大ロボットとなる。動力源は原子力エンジンから発生する電力を基にして生み出される超電磁エネルギー。装甲材質は実在する素材であるサーメット。操縦方法はヘルメットから発信される特殊な信号がパイロットの記憶細胞に取り込まれることで習得する。このため、初招集直後にどれい獣の襲撃を受けたバトルチームもすぐに戦うことができた。
基地である南原コネクションにいるロボット・ロペットが彼らの脳波の同調作業を司る。5人全員の脳波が同調する（コネクション管制室にあるドックにロペットが就いた状態の時に全てのメーターの指針が振り切れ、内照と頭のセンサーライトが発光する）と、「コンバインオッケー!」というロペットの合図に続き、バトルチームの「レッツ・コンバイン!」の掛け声と共に合体が始まる。
搭乗者5人の脳波が完全に同調しないと合体ができない点が弱点として挙げられ、そこを敵に突かれることもしばしばあった（ちずるの偽者に紛れ込まれ合体を妨害される、ロペットが誘拐される、豹馬と十三がいがみ合いで統一しないなど）。
合体ロボとしては『ゲッターロボ』（1974年）に2年遅れるが、「鉄がむくむく動くウソ（当時の製作スタッフの発言）」のない、外見上理に適った合体機構は「やっと許せるものが出てきた」と男性ファンから歓迎された。合体後の機体固定がはっきりと出ているのは、ジェットを収納したクラッシャーの機体内にジェットのラジエータグリルに噛み合うロックラッチが出るだけである。この時機体内の照明が橙色であることがわかる。

### 主な武装・必殺技

#### 打突系
バトルパンチ

ダブルパンチ

コン・バトラーチョップ

バトルキック

バトルスピン

カッターキック
後の強化で追加。足首の円形パーツが丸鋸状になり攻撃力を上げる。

ワンダーレスト
個々の武器の名前ではなく、手首が変化する武器の総称。以下の7つが該当。七色の武器とも。ただし、クラッシャー形態の時、十三が主にマグネクローを発射する時に呼称していた。また、ある回でバトルガレッガーがワンダーレストと呼ばれたことがある。
ロックファイター
指から発するミサイル。指そのものがミサイルとして飛び出すのではなく、指の中から発射される。一度に5-10発程度発射して使用するのが普通だが、大抵の敵にはあまり効果が無かった。ただし、モンマルトル博士より供与された高分子爆弾（プラスチック爆弾の一種）の弾頭を取り付けてパワーアップされたことがある。
バトルガレッガー
両手首を合わせて出現する巨大クロー。クローはチェーンで腕と繋がっており、敵の首を掴んで振り回す等の攻撃方法が取られた。13話では鎖を通じて放電も加えられた。ガレッガーと略される場合が多い。
アトミックバーナー
腕からの火炎放射。基本的に両手首をあわせて火炎放射器を出すが、片手ヴァージョンもある（片手版はクラッシャー形態でも使われている）。
スプリングクラッシャー（ドリルスプリング）
両手首を合わせ、ロケットで飛び出すワイヤー付ドリル状ユニットを撃ち出す。
マグネクロー
左右手首からそれぞれ発射される剣山のような実体兵器。バトルクラッシャー形態でも使用可能。
超電磁クレーン
両手首をあわせ、マグネクローと同形状のトゲつきのハンマーを打ち出す。
グラブワイヤー
両手首を合わせ、先端の尖ったワイヤー付分銅を撃ち出す。

#### その他の技・武器
超電磁ヨーヨー
バトルリターン（円盤型武器）を二つ合体させ超電磁の糸で操る。バトルリターンは両肘と両腰にそれぞれ装備されており、二個を同時展開する図もよく見られたが、腕部の射出シーンがまともに描かれたのは初登場の回のみ（それ以後は腰のパーツを投げた次の瞬間には二つのヨーヨーを扱っていることが多い）。第4話でどれい獣・デモーラに対抗するため、豹馬が見ていたテレビに映ったヨーヨーチャンピオンの妙技（ここは実写フィルム）にヒントを得て発案され、溶解液に耐える新金属アルファ鋼で造られた。
制作上の理由としては、本作品のスタッフが和田慎二のマンガ「スケバン刑事」でヨーヨーを武器として使っていることからアイディアを得たものである。書籍「和田慎二全コレクション」に収録されている、和田慎二漫画化生活20周年パーティー出席者へのインタビューにおいて、出席したアニメスタッフが「和田先生に内緒で拝借した」と明言している。一方高千穂遙は、長浜忠夫の指示で武器を考えていたとき、和田に電話して快諾されたと発言していることから、偶然にも思惑が一致した形になったと言える。

バトルリターン
合体する前のヨーヨーパーツ。手裏剣のように投げる。投げた後は自動的に戻ってくる。こちらは第1話より登場している（この時は腰のパーツのみ使用）。

超電磁ヨーヨー・ダブルカッター
超電磁ヨーヨーを二つあわせた技。通常よりも巨大なヨーヨーになる。超電磁ヨーヨー初登場の第4話で、一度だけ使用された技。この時にはどれい獣デモーラを撃破。

高圧超電磁バリアー
どれい獣・デモーラの溶解液を防ぐために使用された。多大なエネルギーを消費し、長時間は維持できない。この設定が攻防一体の武器、超電磁ヨーヨーを作る下地となっている。

熱線砲一斉発射
額、両手人指し指、ビッグブラスト、両膝、両つま先の穴（上）の計8箇所から一斉に熱線を発射する。ゲージをマイナスにすることで冷凍式熱線砲になる。一度だけ使用された技。

エレクトロダート
本来はバトルクラッシャー用武装の名。バトルリターンから光弾を撃ち出す。後にバトルクラッシャー底面から同名の小型のドリルミサイルが発射されるようになってから使われなくなった。

ビッグブラスト
腹部より発射される巨大ミサイル。初登場の第2話では「ミサイル」とのみ呼ばれている。前期は腹部の黄色い円形パーツがそのまま先端が平らなミサイルとして発射しており（円形パーツは発射後、新たに装着されている）、後期はその部分がシャッターカバーで、開いた上で、先端が流線型で別の色のミサイルを発射するのが基本となったが、いくつかバリエーションがある。基本設定では縦に二つに分けて収容され、下部の前半分が正面外に引き出された後、上部の後半分が降りてきて前部と合体し、発射されることになっていた。取り分け後期は連射したりで、組み付いた敵をふりほどいたり、超電磁スピンへの連携に使ったり、と、ここぞという時に活躍している。また黄色い円形パーツは超電磁エネルギーの吸収盤となっており、ここで集めたエネルギーをビッグブラストのパワーアップにまわすことができる。

ビッグブラスト・ディバイダー
いわゆるクラスター爆弾。先端が紡錘型になり、開いた先端から無数の小型ミサイルを放つ。通常のビッグブラストが黄色なのに対し、こちらは青色。

超電磁スパーク
頭部の角から発生する超電磁エネルギーを指先に集めて叩きつける技。

超電磁フルスパーク
超電磁スパークのパワーアップ版。超電磁エネルギーを全身から放射して敵にダメージを与える。

パルスショック
頭部の角から発射するレーザー。

ツインランサー
28話から追加された新兵器で、両肩から射出する短槍（設定上、バトルクラッシャーの両翼が変形したもの）。柄の部分でつなぎ合わせて使用することも可能だが、基本的には両手に1本ずつ持って使用する。飛んでくる敵の武器を片端から全て斬って落とす「ランサー乱れ菊」、敵の両脇腹から反対側の肩へX字に斬り上げる「ランサー逆袈裟斬り」、普通に敵を切り刻む「ランサーカッター」、合体させたランサーを敵に投擲する「ランサーシュート」などの技が使用された。
前述のように（児童誌の記事にもある）クラッシャーの翼が変形したもののはずだが、交戦で失われた際、豹馬が十三に対して予備の有無を確認して射出するシーンがあるが、これが翼の予備かどうかは不明である。
なお、ツインランサーの初登場時期についてはアニメ版ではガルーダ・オレアナ最終決戦後だが、小学館の学年別学習雑誌『小学一年生』、『小学三年生』ではガルーダ・オレアナ最終決戦時、『小学二年生』ではガルーダ・オレアナ編に登場していた。

Vレーザー
28話から追加された新兵器で、額のVの字から発射されるレーザービーム。これやビッグブラストから超電磁スピンへの連携も見られた。

Vカッター
額のVの字から発射される実体カッター。一度だけ使用。

バトルチェーンソー
28話から追加された新兵器で、背部から刃付きのキャタピラ（バトルタンクの一部）を撃ち出し、敵の体を這うように切りつけて攻撃する。刃の切れ味はなかなかのもので、攻撃を受けたほとんどのマグマ獣には深い傷跡ができていた。予備のキャタピラが内蔵されている直接の描写は無いが、第31話でモグマに破壊された直後、既にキャタピラが装着されており、更に再度バトルチェンソーとして射出もしており、何らかの形で予備を持っている模様。また、射出せずに背中に装着したままの使用も可能。

#### 必殺技
超電磁スピン
両腕を合わせて超電磁ギムレット（クリスタルカッター）に変形させ、自身を高速回転させ突撃、超電磁タツマキによって磔状態となっている敵の腹部や頭部を貫く。ほとんどのどれい獣・マグマ獣を倒した、歌にも歌われた通りの「電磁の必殺の技」。強力な技だが、連続して使用するとコン・バトラー内にある超電磁エネルギーが著しく減少し、最悪の場合、全機能が停止してしまう。そのため、超電磁スピンは諸刃の剣ともいえる。
超電磁タツマキ
頭部から発する電磁竜巻を腕に移し、相手に叩きつけて動きを封じる。相手は磁界に捕らわれ磔状態となる。超電磁スピンへの繋ぎ技として使用される。例外を除き、この技が使用された時点でフィニッシュへと繋がるので、ここで主題歌BGMが挿入される。
超電磁ウズマキ
頭部から超電磁エネルギーを相手に照射しながら相手の周りを高速回転し、動きを封じる。使用は第3話のみで、豹馬が双子のどれい獣であるゼンダの一体を倒せば、もう一体も倒せるという直感から編み出した。
超電磁スピン投げ
一度だけ使われた技。名前の通り超電磁スピンで敵を捕らえ、貫かずに投げる。

グランダッシャー
合体状態のまま巨大戦車に変形し、胸から発するグランライトウェーブを光のレール（グランライトウエーブレール）にし、それに乗って行なう加速倍増装置による体当たり突撃攻撃。強化改造で追加。元来は玩具のみのギミックだったものが本編でも使用されたもの。
マグマ獣マグナムとの戦いではトドメに用いられた。

グランライトウエーブ
胸から発する光線。単独で使われることは無かった。超電磁の反発力で擬似平面を生み出すもの。相手を固定する機能も有しているため、グランダッシャー用の超電磁タツマキとも言える。

### バトルマシン
バトルジェット
高速戦闘機。合体後はコン・バトラーの頭部。最高速度はマッハ4。合体直前に操縦用コンソールがコン・バトラーの操縦用に変形する様が描かれる（操縦桿がコラム部分から割れて左右に開く）。合体後の主操縦席はこの機体のコクピット（操縦は他の機体からも行うことができ、第43話において南原ちずるがバトルマリンから超電磁スピンを放ったほか、大作がビッグブラストやアンカーナックルを発射している）。主翼や尾翼は分厚く、二号機のクラッシャーが射撃戦主体であることもあってか、文字通りの格闘戦が得意。特にドスブレッシャーを回しながら敵どれい獣&マグマ獣に捕まった他のバトルマシンを助けるシーンの印象が強い。コン・バトラーは量産計画が進んでおり、劇中ではバトルジェット2号機が登場している。
主武装
ドスブレッシャー
両翼端に展開される4枚刃の回転カッター。設定当初はドスプレッシャーと名付けられていた。
スカイリッパー
主翼から発射される実体弾。弾体が何種類かある。
マグネレーザー
垂直尾翼付け根からせり出すレーザー砲。
バルカンミサイル
コン・バトラー時には耳の部分に当たる半球状のパーツに内蔵されたマシンガン。
チャフ
電波を妨害するためのアルミ箔散布。額のVの字部分が開いて散布できる。

バトルクラッシャー
重爆撃機。合体後はコンバトラーの胸と両腕になる。合体後、クラッシャーのコックピットはコンバトラーの正面胸中央部に位置し、正面胸中央部に露出して外壁と同化するため、敵の攻撃を一番受けやすい可能性もある。内蔵火器の多くは合体後も使用可能であるが、名称が変わることあり。腕の武器を使うときには進行方向後方に畳んだ腕部を展開させたりもする。豹馬のジェットが格闘戦用の戦闘機なのに対し、こちらは射撃戦中心。
主武装
エレクトロダート
名前と形の安定しない武器。同じ名前で2種類確認されている。バトルリターンから発射される光弾タイプと機体底部から発射されるドリルアロー。グランブリットと混同されることも多い。
グランブリット
回転するミサイル。スパイクがついているので破壊力が高い。
ガレッガー
ワンダーレストの一つ。合体後も使用可能。以下同じ。
マグネクロー（バトルブロック）
アトミックバーナー
ロックファイター

バトルタンク
発電所1基分の出力を持つ原子炉＋蒸気タービン発電機を搭載した、ドーザープレート状の収納式パワーアームを持つ重戦車。合体後はコンバトラーの腹にして動力源。飛行能力を持たないためバトルマリンに空輸されている。機体上部（コン・バトラー時の背面）に収納式の戦車砲を持つが機動力のあるどれい獣&マグマ獣相手にはほとんど使用されない。なお合体後には前面に来る部分が底部のためこの形態ではビッグブラストは撃てない。
左右のクローラーは各々2本の大型蛇腹状アームで連結しており合体時には巻き取られる形で収納される。玩具ではこのギミックは2017年現在再現不能の模様であり玩具類では多関節アームでの接続が現状一番近い変形構造として採用されている。又、『超合金魂』シリーズでは実際のクローラーの配置部分との齟齬が見られる。
主武装
アンカーナックル
機体上面の黄色いバルジから発射される鎖付きの十字カギつき分銅。相手を絡めとるために使われるので発射後巻上げ可能。バトルマリンに運んでもらっている状態でも打ち出すことがある。
パワーアーム
普段は格納されているが、必要時においてはせり出し2基のアームとなる。土中を掘削することも。
320ミリ戦車砲
コン・バトラーでは背中の中心に当たる箇所に収納されているキャノン砲。射撃時にはジャッキで足場を固定する。

バトルマリン
双胴型の潜水艇であり飛行能力も有している。合体後はコン・バトラーの両脚部になる。合体後太腿になる部分からバトルタンク運搬用のキャリアーが出る。修理装置を内蔵しており戦闘力は低いが、分離時にはバトルタンクを輸送したり簡易修理をしたりと活躍している。コンバインしてコンバトラーに変形後は5機中唯一コクピットが体内に隠れる仕様になっている。
主武装
メカフィクサー
修理装置だが、出力を上げることでバーナーや熱線砲代わりに使用可能。
空中爆雷
機体上面からばらまくようにして発射される。

バトルクラフト
小型万能偵察機。空・陸・海あらゆる地形に対応でき、合体後はコンバトラーの両足になる12輪のマシン。最高速度はマッハ1.8。一番の武装は搭載された各種分析装置であり、4連位相干渉波解析光線、イオン分析装置、多元磁界追尾装置、万能分析装置、熱線追跡カメラ、どれい獣・マグマ獣の弱点を探った透視光線など。直接の戦闘よりも、これらを駆使しての索敵や敵の弱点の発見などに活躍。複座式だが、もう一つのコクピットは無人。通常は右足に乗る。そのためか追加されたカッターキックは左足で行なわれていた。左足は実に二度に渡って完全破壊されており、一度は溶解液でボロボロになって溶け落ち、もう一度は仕掛けられた爆弾で完全に粉砕されているが、直後の戦いでは「修理」という扱いで再生している。
主武装
クラフトドリル
先端より出る小型のドリル。地中にもぐることが可能なうえ、武器として射出もできる。
クラフトミサイル
機体上端より発射されるミサイル。発射方向が変えられる（後ろ向きにも撃てる）。
煙幕発生装置
第43話で使用。

## その他の登場メカ
どれい獣
第1話から25話までに登場するキャンベル軍の主力巨大生物兵器。冷凍状態で保存してある宇宙生物を解凍蘇生し、機械的な改造を追加して製造される戦闘用サイボーグ。知性や自我はほとんど無く命令のままに操られる。ほとんどが遠隔指令によって操られるが、第17話では搭乗者によって指揮されているシーンがある。第21話で登場したアルファはどれい獣としては珍しく知性があり自ら名乗りを上げている。ほとんど全てのどれい獣の声は緒方賢一が担当している。
ゲーム「スーパーロボット大戦シリーズ」では後出の「マグマ獣」の表記で統一されている。

ビッグ・ガルーダ
第26話でガルーダが操縦するガルーダそっくりの戦闘ロボット。武装はオレアナ像を破壊する程の力を持つ弓矢の先端にロケット弾を装備した弓で攻撃する「ビッグボウ」と右手首に仕込まれた鋸と左腰に装備されている剣「ウイングソード」（ただし、アニメ版では未使用だった）で、オレアナを破壊した後にガルーダはミーアの亡骸を抱えてコンバトラーVと最後の戦いに挑んだが、右手首と左腕を破壊されて最後は超電磁スピンに貫かれてガルーダ共々破壊される。

マグマ獣
第27話より登場する、キャンベル軍の新型巨大生物兵器。宇宙生物を機械改造して製造する点はどれい獣と同様だが、どれい獣と違う点はロボット然とした外観と将軍ダンゲルが直接搭乗して操作するコクピットが内蔵されていることである。頭脳制御装置が組み込まれているので通常は暴走せず操縦者の命令のままに動くが、第44話で完全な自我の抑制はできないことが明らかになっている。最終話で登場したマグマ獣は、いずれもどれい獣同様の遠隔指令で操られている。

グレイドン
キャンベル軍の戦闘指揮艦。艦体中心部から四方八方に支柱を突き出し、その先端に眼球状のビーム砲が備えたヒトデのような構造になっている。ガルーダらが前線指揮を執るための艦であり、防御力に比較して火力はそれ程大きくはない。

ブランブル
キャンベル軍の新戦闘指揮艦。

セント・マグマ
最終話に登場するジャネラの戦闘母艦。装甲が強固で一度は超電磁スピンを退ける。武装は火炎放射、ブリザード、ニードル、竜巻、破壊光線、竜の首による噛みつきなど。マグマ獣とは表記されていない。

ケロット
第30話から登場する、一木金太・知恵兄妹がスクラップで作ったメカ。当初は三輪の自転車にカバーをかけただけで両脇に蛙の前足の形をしたハタキを装備する文字通りのガラクタだったが、その後バトルチームの北小介のオネショを金太と知恵が見つけ、その口止め代わりとして全高数m前後（具体的な設定はないが、一歩間違えばコン・バトラーや敵メカに踏みつぶされそうなくらい小さい）の蛙型ロボットとして製作された。
基本色はオレンジでドラム缶状の後ろ脚が黄緑色をしている。胸部分と背中に搭乗口を持ち頭部と腹部に操縦系があるが、金太の乗る頭部はいわゆる指揮所であり武器の発射や方向の決定などを担当する。腹部にはケロットのメイン操縦システムともいえる鍵盤があり、これを知恵が押すことでドラム缶に内蔵されたスプリング式の後ろ脚が伸縮し飛び跳ねる仕組みになっていた。ケロットのジャンプ力はこの鍵盤を押す強さに比例するらしく、大ジャンプの際は操縦室の座席を思いっきり鍵盤に叩きつけていた。またこれとは別に船の舵のようなハンドルも存在し、本当は3人の操縦者が必要であるが、カエルのケロッペがハンドル周りを担当することもあった。
武器は口から鳥もち状の粘着物を飛ばすガムガム弾、口から独楽を発射するサイド独楽、口からフォークを連射するスカイフォーク、跳び蹴り攻撃のケロットキック、爆竹弾、微電磁スパークなど。口からストローを出し巨大なシャボン玉を放つバルーン砲は、空に浮くための装備であると同時に敵を閉じ込める機能もあった。主に飛び跳ねて敵を攪乱する戦法を得意とし、他にも両手で岩を抱えて投げる、口の中にギザギザの牙を生やして咬みつくなどの攻撃も披露した。また第33話でコン・バトラーVの替え玉に扮した際は超電磁ヨーヨーもどきやロックファイターもどきの攻撃も使っている。
登場当初こそ足手まといな感があったが、次第に、捕らえられた豹馬たちを救出したり、十三の危機を救ったりと活躍を見せるようになる。特に第33話では再生能力を持つマグマ獣ファイアンの唯一の弱点を突くために、コン・バトラーVそっくりの張りぼて（これは元来はデパートの宣伝用に作られた物だった）を使ってコン・バトラーVになりきって陽動作戦を行ない、勝利に貢献している。またこの系統のロボットの元祖といえるボスボロット（『マジンガーZ』）同様、顔は豊かな表情を持っている。

ガルガンチュワ
第18話に登場する、グレートブリッデン国が国威をかけて建造した巨大ロボット。騎士のような外見に合わせて長槍を持ち、腹部にバルカン砲を装備している。
コン・バトラー1機では地球を防衛しきれない、と四ッ谷博士が世界各国に打診した際に、最有力候補と考えられていた。3体のどれい獣が同時に世界各地を襲撃したことで、四ツ谷博士はガルガンチュワの出動を要請するが、実際には決定的な武器が無く、どれい獣と戦っても苦戦が免れない状態で、敗北すれば「国家の威信を損なう」ため、大統領と開発者のピカデリー博士は国家機密を口実に協力を拒否。更には帰路どれい獣に襲われて国内に不時着した豹馬を、名目上スパイ容疑で監禁、バトルジェットを分析しようとして、バトルチームの活躍を阻害した。しかし、地球人類よりも国威を優先する博士に疑問を抱いた助手によって豹馬は救出され、再度襲来した3体のどれい獣に立ち向かう。その姿と助手の言葉に心を動かされた博士の操縦でガルガンチュワは出撃し、コン・バトラーの窮地を救うが、どれい獣ギャルの攻撃で博士は戦死する。だが、機能停止したガルガンチュワは倒れこむ際にその槍でギャルを貫き、コン・バトラーに勝機を与える。
ゲーム『第3次スーパーロボット大戦』では、『勇者ライディーン』の登場人物・コープランダー隊が搭乗する。また、同作品にはガルガンチュワの強化版として、ゲームオリジナルユニットの「パンタグリュエル」が登場する。

南原コネクション
コン・バトラーVの基地となる施設。開発者の南原博士の名が冠されているので個人所有の研究施設とされる。本編開始の時点で「世界最高の頭脳」を謳われている。
外観はU字状の磁石を模した司令塔とバトルマシンを発進させるためのカタパルトがほとんどを占める。カタパルトは五角形となっており（1から5の数字が割り振ってあり、それぞれがバトルマシンのカタパルトとなっているのだが、せり上がった塔からタンクは発進できない、という矛盾点がある）、タワー部が上昇・展開の後四方に、飛行可能な4機、ジェット、クラッシャー、マリン、クラフトを射出し、その後で地上を走るタンクをマリンが拾った上で、他の3機を追いかけて現場に向かう（毎回の発進シーンは3番の箇所を映さない固定アングルとなっているため、どうやってタンクが発進するのかは不明）。超電磁エネルギーの研究をしていたらしくバトルチームの家代わりでもあった。当時この手の基地の定番の装備でもあったバリアーも装備している（超電磁バリアー）。
第14話で使用された「自爆装置」は、主要部である中央タワーを地下シェルターへ収納し、地上部分を偽装爆発させるシステム。南原博士が設置したもので、四ッ谷博士も真実を教えられていなかった。

サブコネクション
第53話において完全に破壊されたコネクションに代わりコン・バトラーVの基地となった移動母艦。空を飛ぶことができる巨大な円盤状で中央にはU字状の磁石を模した司令塔を持つ。南原コネクションの地下で建造され、いざという時に備えていた。

## スタッフ
- 企画 - 落合兼武（NET[注 14]）、飯島敬
- 原作 - 八手三郎
- 連載 - 小学館学年誌、テレビランド、てれびくん
- 音楽 - 筒井広志
- キャラクター原案 - 成田マキホ[注 15]
- メカニック設計 - スタジオ・ぬえ
- アニメーションキャラクター - 安彦良和
- 総監督 - 長浜忠夫
- 製作協力 - 東北新社、創映社
- 制作 - NET[注 14]、東映、東映エージエンシー

## 音楽
主題歌・挿入歌の作曲は全て小林亜星が行い、これらの編曲および劇伴を筒井広志が担当した。小林は本作品以外にも『ゴワッパー5 ゴーダム』、『宇宙魔神ダイケンゴー』、『百獣王ゴライオン』、『宇宙大帝ゴッドシグマ』、『ブロッカー軍団IVマシーンブラスター』、『∀ガンダム』といったロボットアニメの主題歌・挿入歌を作曲している。
挿入歌の初出は「テレビまんがアイドルデラックス 5」というLP（日本コロムビアより1976年に発売）。同LPには当時放送中の4作品（本作品、『ゴワッパー5 ゴーダム』、『マシンハヤブサ』、『ザ・カゲスター』）から各4曲（OP＋ED＋新録音の挿入歌x2）、合計16曲が収録され、その大部分の歌唱は水木一郎の手によるものである。

### 主題歌
オープニングテーマ - 「コン・バトラーVのテーマ」
作詞 - 八手三郎 / 作曲 - 小林亜星 / 編曲 - 筒井広志 / 歌 - 水木一郎、ザ・ブレッスン・フォー
水木は「とてもいい曲」と評し、「歌いやすくて、録音するときもものすごくはやくおわった」という。
水木によるセルフカヴァー・ヴァージョンが「スーパーロボット大戦ボーカルコレクション ROBONATION 1」および「水木一郎 ベスト・オブ・アニキング -赤の魂-」に収録されている。
エンディングテーマ - 「行け！コン・バトラーV」
作詞 - 八手三郎 / 作曲 - 小林亜星 / 編曲 - 筒井広志 / 歌 - 水木一郎、コロムビアゆりかご会
エンディング映像の歌詞表記の冒頭で「レッツ コンバイン」となるべきところが「れつつ コンバイン」と誤植されたが、最終回まで校正されることはなかった。なお、歌詞に「身長57メートル、体重550トン」というスペックが含まれている。
第27話からエンディングの静止画像が少し変わる。

### 挿入歌
「行くぞ！正義の戦いに」
作詞 - 八手三郎 / 作曲 - 小林亜星 / 編曲 - 筒井広志 / 歌 - 水木一郎、コロムビアゆりかご会
「豹馬もの思い」
作詞 - 八手三郎 / 作曲 - 小林亜星 / 編曲 - 筒井広志 / 歌 - 水木一郎、こおろぎ'73

## 各話リスト
| 話数 | 放送日         | サブタイトル           | 脚本     | 絵コンテ   | 演出              | 作画監督            | 登場怪獣                                                                                          |
| ---- | -------------- | ---------------------- | -------- | ---------- | ----------------- | ------------------- | ------------------------------------------------------------------------------------------------- |
| 1    | 1976年 4月17日 | 出撃！どれい獣を倒せ   | 辻真先   | 奥田誠治   | 横山裕一郎        | 金山明博            | どれい獣ガルムス                                                                                  |
| 2    | 4月24日        | 不死のどれい獣 ゾンビ  | 辻真先   | 坂口尚     | 寺田和男          | 金山明博            | どれい獣ゾンビ 捕獲用戦闘ロボ                                                                     |
| 3    | 5月1日         | どれい獣ゼンダの罠     | 辻真先   | 斧谷稔     | 斧谷稔            | 金山明博            | どれい獣ゼンダ                                                                                    |
| 4    | 5月8日         | 特訓！超電磁ヨーヨー   | 辻真先   | 出﨑哲     | 出﨑哲            | 林政行 金山明博     | どれい獣デモーラ                                                                                  |
| 5    | 5月15日        | コンバイン！危機一髪   | 田口章一 | 高橋良輔   | 横山裕一郎        | 佐々門信芳 金山明博 | どれい獣ラセツ                                                                                    |
| 6    | 5月22日        | 大将軍ガルーダの挑戦   | 五武冬史 | 石黒昇     | 寺田和男          | 金山明博            | どれい獣ゴルダー どれい獣ギャルド                                                                 |
| 7    | 5月29日        | 絶叫！おれの腕を返せ   | 田口章一 | 斧谷稔     | 斧谷稔            | 塩山紀生 金山明博   | どれい獣イカゲラ                                                                                  |
| 8    | 6月5日         | 大逆転！必殺二段射ち   | 辻真先   | 出崎哲     | 出崎哲            | 金山明博            | どれい獣夜叉                                                                                      |
| 9    | 6月12日        | 憤怒のどれい獣キール   | 藤川桂介 | 安彦良和   | 横山裕一郎        | 安彦良和 金山明博   | どれい獣キール                                                                                    |
| 10   | 6月19日        | ロペットが恋をした     | 五武冬史 | 寺田和男   | 寺田和男          | 佐々門信芳 金山明博 | どれい獣ゲルドン ロボ子                                                                           |
| 11   | 6月26日        | 豹馬よ 痛みの炎を跳べ  | 田口章一 | 高橋資祐   | 上原一夫          | 高橋資祐 金山明博   | どれい獣コングリラ                                                                                |
| 12   | 7月3日         | 決闘！豹馬対ガルーダ   | 辻真先   | 斧谷稔     | 斧谷稔            | 塩山紀生 金山明博   | どれい獣ダイバ                                                                                    |
| 13   | 7月10日        | 死を賭けた友情         | 桜井正明 | 高橋資祐   | 高橋資祐          | 高橋資祐 金山明博   | どれい獣スペクトルダー                                                                            |
| 14   | 7月24日        | コネクション大爆発！   | 田口章一 | 出崎哲     | 出崎哲            | 坂本三郎 金山明博   | どれい獣ファイダー                                                                                |
| 15   | 7月31日        | 美しき戦闘員の涙       | 藤川桂介 | 高橋良輔   | 横山裕一郎        | 金山明博            | どれい獣バリバリ 宇宙人（コスモバード）                                                           |
| 16   | 8月7日         | 非常事態！一号機墜落   | 五武冬史 | 寺田和男   | 寺田和男          | 安彦良和 金山明博   | どれい獣ゲルゾ                                                                                    |
| 17   | 8月14日        | 意外！Vは地獄の使者    | 田口章一 | 安彦良和   | 横山裕一郎        | 佐々門信芳 金山明博 | どれい獣ザンギャル（偽コン・バトラーV）                                                           |
| 18   | 8月21日        | 発進！ガルガンチュワ   | 辻真先   | 高橋資祐   | 高橋資祐          | 高橋資祐 金山明博   | どれい獣ギャル どれい獣ニュートロール どれい獣ペロス                                              |
| 19   | 8月28日        | 戦慄！真っ赤な妖花     | 桜井正明 | 斧谷稔     | 斧谷稔            | 坂本三郎 金山明博   | どれい獣バララ                                                                                    |
| 20   | 9月4日         | 卑劣！博士誘拐さる     | 山本優   | 出崎哲     | 出崎哲            | 金山明博            | どれい獣ガニガマラ                                                                                |
| 21   | 9月11日        | 標的はマリンだ！       | 辻真先   | 高橋良輔   | 横山裕一郎        | 佐々門信芳 金山明博 | どれい獣アルファ                                                                                  |
| 22   | 9月18日        | 冷凍獣よ 君の星に帰れ  | 金子裕   | 寺田和男   | 寺田和男          | 塩山紀生 金山明博   | どれい獣アイラス（声 - 井上真樹夫） どれい獣ゴルゴ                                                |
| 23   | 9月25日        | 裏切られた友情         | 田口章一 | 安彦良和   | 岡崎邦彦          | 金山明博            | どれい獣ピラニヤンガ                                                                              |
| 24   | 10月2日        | 死力だ！ちずるよ 起て  | 山本優   | 斧谷稔     | 斧谷稔            | 坂本三郎 金山明博   | どれい獣イソギラン(ビッグギラン)                                                                  |
| 25   | 10月9日        | 大将軍ガルーダの悲劇   | 辻真先   | 高橋資祐   | 岡崎邦彦 高橋資祐 | 高橋資祐 金山明博   | どれい獣デモン                                                                                    |
| 26   | 10月16日       | オレアナ城大崩壊！     | 辻真先   | 出崎哲     | 出崎哲            | 金山明博            | 溶岩コブラ獣 ビッグガルーダ                                                                       |
| 27   | 10月23日       | マグマ獣驚異の大反撃   | 田口章一 | 寺田和男   | 寺田和男          | 塩山紀生 金山明博   | マグマ獣マグナム                                                                                  |
| 28   | 10月30日       | やった！ニューV作戦    | 山本優   | 小林三男   | 横山裕一郎        | 佐々門信芳 金山明博 | マグマ獣ギル                                                                                      |
| 29   | 11月6日        | ああ！堂々の珍勇士     | 五武冬史 | 斧谷稔     | 斧谷稔            | 金山明博            | マグマ獣ザクロス                                                                                  |
| 30   | 11月13日       | 珍メカケロット大殊勲   | 辻真先   | 安彦良和   | 寺田和男          | 坂本三郎 金山明博   | マグマ獣ブルンゲン                                                                                |
| 31   | 11月20日       | 電磁を奪う強敵モグマ   | 五武冬史 | 高橋資祐   | 横山裕一郎        | 高橋資祐 金山明博   | マグマ獣モグマ                                                                                    |
| 32   | 11月27日       | 猛威！恐怖のツララ弾   | 田口章一 | 斧谷稔     | 斧谷稔            | 金山明博            | マグマ獣マンモズ                                                                                  |
| 33   | 12月4日        | 死闘！六十秒が勝負だ   | 辻真先   | 寺田和男   | 寺田和男          | 塩山紀生 金山明博   | マグマ獣ファイアン                                                                                |
| 34   | 12月11日       | Vをのみ込むマグマ獣    | 桜井正明 | 安彦良和   | 上原一夫          | 佐々門信芳 金山明博 | マグマ獣プテラギラス                                                                              |
| 35   | 12月18日       | コネクション応答なし   | 五武冬史 | 横山裕一郎 | 横山裕一郎        | 金山明博            | マグマ獣ガドン                                                                                    |
| 36   | 12月25日       | 消える敵ドローンの謎   | 辻真先   | 斧谷稔     | 斧谷稔            | 坂本三郎 金山明博   | マグマ獣ドローン                                                                                  |
| 37   | 1977年 1月1日  | 女王の罠！豹馬危うし   | 田口章一 | 寺田和男   | 寺田和男          | 佐々門信芳 金山明博 | マグマ獣デメカゼラ                                                                                |
| 38   | 1月8日         | ロペットは蛙が苦手！   | 桜井正明 | 横山裕一郎 | 横山裕一郎        | 塩山紀生 金山明博   | マグマ獣フロッギー                                                                                |
| 39   | 1月15日        | 男だ大作！ど根性戦法   | 山本優   | 安彦良和   | 横山裕一郎        | 金山明博            | マグマ獣ダコンダー                                                                                |
| 40   | 1月29日        | 衝撃！ちずるは偽物だ   | 辻真先   | 斧谷稔     | 斧谷稔            | 金山明博            | マグマ獣マリオネラ                                                                                |
| 41   | 2月5日         | 卑怯！悪魔の人質作戦   | 辻真先   | 寺田和男   | 寺田和男          | 坂本三郎 金山明博   | マグマ獣ドリンガー                                                                                |
| 42   | 2月12日        | 清き瞳の暗殺者         | 田口章一 | 斧谷稔     | 斧谷稔            | 佐々門信芳 金山明博 | マグマ獣ハリネズラー                                                                              |
| 43   | 2月19日        | 女帝の趣味は豹馬狩り   | 五武冬史 | 斧谷稔     | 横山裕一郎        | 塩山紀生 金山明博   | 超獣シシリス・キバ 超獣シシリス・ガロ マグマ獣ビッグ・シリウス マグマ獣ダルト                     |
| 44   | 3月5日         | 見事！ケロット撹乱戦術 | 五武冬史 | 寺田和男   | 寺田和男          | 金山明博            | マグマ獣マザーン                                                                                  |
| 45   | 3月19日        | 敵の秘策！スピン封じ   | 辻真先   | 斧谷稔     | 斧谷稔            | 谷口守泰 金山明博   | マグマ獣スカルプ マグマ獣スカルプ ダッシュ                                                        |
| 46   | 3月26日        | 仮装舞踏会は死の香り   | 田口章一 | 斧谷稔     | 横山裕一郎        | 塩山紀生 金山明博   | マグマ獣ワニンガ                                                                                  |
| 47   | 4月2日         | ダンゲル捕虜となる！   | 田口章一 | 高橋資祐   | 上原一夫          | 高橋資祐 金山明博   | マグマ獣ヒトデンガー マグマ獣カニンガー                                                           |
| 48   | 4月9日         | 敵に超強力ロボ出現！   | 五武冬史 | 寺田和男   | 寺田和男          | 坂本三郎 金山明博   | 戦闘ロボット サキューン                                                                           |
| 49   | 4月23日        | 体当り！ジェット2号    | 桜井正明 | 斧谷稔     | 斧谷稔            | 佐々門信芳 金山明博 | マグマ獣イカロスタ マグマ獣ロスガン                                                               |
| 50   | 4月30日        | 三段変身獣スネーグル   | 辻真先   | 高橋資祐   | 横山裕一郎        | 金山明博            | マグマ獣スネーグル（パターンA→B→C）                                                               |
| 51   | 5月7日         | 奇策！十三ロボ群襲来   | 田口章一 | 寺田和男   | 寺田和男          | 坂本三郎 金山明博   | マグマ獣ハゲメズラ アンドロイド十三                                                               |
| 52   | 5月14日        | ダンゲル落日に死す！   | 辻真先   | 高橋資祐   | 横山裕一郎        | 高橋資祐 金山明博   | マグマ獣グレートマグマ （グレートI、グレートII）                                                  |
| 53   | 5月21日        | コネクションの最期！   | 辻真先   | 斧谷稔     | 斧谷稔            | 佐々門信芳 金山明博 | マグマ獣マスプロン マグマ獣マスプロン・ドゥ マグマ獣ダークロン                                    |
| 54   | 5月28日        | 平和の使者Vは不滅だ    | 辻真先   | 高橋資祐   | 山口三平太        | 金山明博            | マグマ獣インドラ マグマ獣アシュラ マグマ獣マスバラ 合体マグマ獣 マグマ獣マスプロン セント・マグマ |

- 1976年7月17日は18:30 - 20:54に「オールスターゲーム・第1戦」中継（川崎球場）が編成されたのに伴い、18:30の『ANNニュースレーダー』と18:50の『各地のニュース』が30分ずつ繰り上がったため、休止。
- 1977年1月22日は第12話、同年2月26日は第25話、同年3月12日は第26話、同年4月16日は第33話をそれぞれ再放送。

## 劇場版
1977年3月19日公開の「東映まんがまつり」にて、第30話のブローアップ版が上映された。「まんがまつり」で「東映本社制作のアニメ」、そして「サンライズ作品」が上映されたのは、いずれも初めてのことである。
同時上映は、『世界名作童話 白鳥の王子』・『ドカベン』（アニメ版）・『一休さん ちえくらべ』（TVブローアップ版）・『大鉄人17』・『ジャイアンツのこども野球教室』の計5本。

## 放送局
- NETテレビ→テレビ朝日（制作局）：土曜 18:00 - 18:30
- 北海道テレビ：土曜 18:00 - 18:30[25]
- 青森放送
- 秋田放送：水曜 17:00 - 17:30 [26]
- 山形テレビ：木曜 18:00 - 18:30[27]
- 東日本放送：土曜 18:00 - 18:30[28]
- 福島中央テレビ：水曜 19:00 - 19:30[29]
- 新潟放送：月曜 17:00 - 17:30[30]
- 北陸放送：金曜 17:00 - 17:30[31]
- 福井テレビ：土曜 18:00 - 18:30[32]
- 山梨放送：金曜 17:30 - 18:00[33]
- 長野放送：水曜 18:00 - 18:30[34]
- 静岡放送：土曜 17:30 - 18:00[35]
- 名古屋テレビ：土曜 18:00 - 18:30
- 朝日放送：金曜 17:00 - 17:30（4月23日開始。[注 18]）
- 広島ホームテレビ：土曜 18:00 - 18:30
- 瀬戸内海放送：土曜 18:00 - 18:30[36]
- 日本海テレビ
- 山口放送
- 南海放送
- テレビ高知
- 九州朝日放送：土曜 18:00 - 18:30
- 長崎放送
- テレビ熊本
- 宮崎放送：月曜 17:25 - 17:55[37]
- 鹿児島テレビ

## 漫画
- 小学一年生 1976年5月号 - 1977年3月号 一峰大二
- 小学二年生 1976年4月号 - 5月号 今道英治、1976年6月号 - 1977年4月号 坂丘のぼる
- 小学三年生 1976年5月号 - 10月号 内山まもる
- てれびくん 細井雄二
- テレビランド ひおあきら